# Attelabus cyanellus
Attelabus cyanellus (лат.) — вид жуков из семейства трубковёртов (Attelabidae).

## Распространение
Юг Восточной Сибири и Дальний Восток России. Монголия, Китай. Тува, Якутия, Чукотка, Читинская (Сохондинский заповедник), Магаданская, Камчатская и Сахалинская области, Приморский и Хабаровский края.

## Описание
Жуки длиной 4—5 мм сине-зелёного цвета (реже латунного, бронзового или зелёного). Усики и головотрубка короткие. Личинки белые. Повреждают побеги и листья ольхи, ольховника и берёзы. В свёрнутую из листа сигару самка кладёт одно или два яйца. Молодые жуки вылупляются в начале лета.